# Bisbat de Santiago de Cap Verd

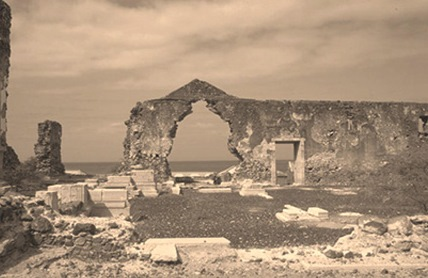
Roïnes de l'antiga catedral a Cidade Velha, erecta el 1556.

El bisbat de Sant Jaume de Cap Verd (portuguès: Diocese de Santiago de Cabo Verde; llatí: Dioecesis Sancti Iacobi Capitis Viridis) és una seu de l'Església Catòlica, immediatament subjecta a la Santa Seu. El 2014 tenia 389.000 batejats sobre una població de 408.000 habitants. Actualment està regida pel bisbe cardenal Arlindo Gomes Furtado.

## Territori
La diòcesi comprèn les illes de l'arxipèlag de Sotavent, a la república de Cap Verd.
La seu episcopal és la ciutat de Praia, on es troba la catedral de l'Assumpció de Maria Verge, venerada amb el títol de Nostra Senyora de la Gràcia.
El territori s'estén sobre 1.803 km², i està dividit en 23 parròquies: 2 a l'illa de Maio, 15 a l'illa de Santiago, 4 a l'illa de Fogo i 2 a l'illa de Brava

## Història
L'arxipèlag de Cap Verd va ser descobert vers la meitat del segle xv, i la presència cristiana s'afermà amb la progressiva colonització de les illes. L'evangelització dels territoris d'ultramar portuguesos va ser confiada a l'orde de Crist, que governava l'arxipèlag des de la seu central de Tomar. En realitat, els primers missioners que s'uniren als colons el 1462 van ser dos franciscans, fra Rogério i fra Jaime, als quals se'ls uní un dominic el 1473, fra João.
De les illes de Cap Verd transitaven els navilis portuguesos que transportaven els esclaus africans en la seva ruta vers el Brasil i Amèrica del nord; es van dirigir als missioners i en 1514 i 1516 es van publicar les primeres normes sobre el baptisme per ser conferit als esclaus en els vaixells negrers.
La diòcesi va ser erigida el 31 de gener de 1533 mitjançant la butlla pontifícia Pro excellenti praeeminentia del Papa Climent VII, prenent el territori al bisbat de Funchal, que es convertí en seu metropolitana de les diòcesis portugueses d'ultramar. De Funchal depenia en origen també la diòcesi de Cap Verd, fins quan el 1551 esdevingué sufragània de l'arquebisbat de Lisboa (avui patriarcat).
D'entre els primers bisbes de Cap Verd, pocs van ser els que van posar la seva seu a l'illa. Al bisbe Francisco de la Cruz es deu la construcció de la catedral el 1556. El seminari diocesà va ser instituït el 1570, però va tenir una existència efímera, sent clausurat el 1594. A finals del segle xviii el bisbe Francisco de São Simão construí de nou un seminari i el palau episcopal. L'actual seminari de Sant Josep va ser erigit el 1957 pel bisbe José Filípe do Carmo Colaço.
El 4 de setembre de 1940, seguint l'acord missioner posterior al concordat entre Lisboa i Roma, la diòcesi va perdre la jurisdicció sobre les territoris de la terra ferma de la Guinea portuguesa, que des del 1533 eren competència seva, on va ser erigida una missione sui iuris, que esdevingué el bisbat de Bissau.
El 9 de gener de 1978 la diòcesi de Cap Verd va ser sostreta al Patriarcat de Lisboa i passà a quedar immediatament subjecta a la Santa Seu.
El 9 de desembre de 2003 la diòcesi va ser dividida en dues amb l'erecció del bisbat de Mindelo, que comprèn les illes de Barlavento.

## Cronologia episcopal
- Braz Neto, O.F.M. † (31 de gener de 1533 - 9 de febrer de 1538 mort)
- João Parvi † (23 de setembre de 1538 - 29 de novembre de 1546 mort)
  - Sede vacante (1546-1553)
- Francisco de la Cruz, O.S.A. † (18 d'agost de 1553 - 19 de gener de 1571 mort)
- Bartolomeu Leitão † (6 de febrer de 1572 - 9 de febrer de 1587 mort)
- Pedro Brandão, O.Carm. † (8 d'agost de 1588 - 14 de juliol de 1608 mort)
- Luis Pereira de Miranda † (10 de novembre de 1608 - maig de 1610 mort)
- Sebastião de Ascensão, O.P. † (18 d'abril de 1611 - 17 de març de 1614 mort)
- Manuel Afonso de Guerra † (24 de febrer de 1616 - 8 de març de 1624 mort)
- Lorenzo Garro † (18 d'agost de 1625 - 1 de novembre de 1646 mort)
  - Sede vacante (1646-1672)
- Fabio dos Reis Fernandes, O.Carm. † (16 de maig de 1672 - 8 de febrer de 1674 mort)
- Antonio de São Dionysio, O.F.M. † (2 de desembre de 1675 - 13 de setembre de 1684 mort)
- Victorino do Porto, O.F.M. † (12 de maig de 1687 - 21 de gener de 1705 mort)
- Francisco a São Agostinho, T.O.R. † (24 de setembre de 1708 - 8 de maig de 1719 mort)
- José a Santa Maria de Jesus Azevedo Leal, O.F.M. † (12 de febrer de 1721 - 7 de juny de 1736 mort)
- João de Faro, O.F.M.Ref. † (3 de setembre de 1738 - 21 de juliol de 1741 mort)
- João de Moreira, O.F.M.Ref. † (26 de novembre de 1742 - 13 d'agost de 1747 mort)
  - Sede vacante (1747-1753)
- Pedro Jacinto Valente, O. do Cristo † (29 de gener de 1753 - 19 de gener de 1774 mort)
  - Sede vacante (1774-1779)
- Francisco de São Simão, O.F.M.Ref. † (1 de març de 1779 - 10 d'agost de 1783 mort)
- Cristoforo a São Boaventura, O.F.M.Ref. † (14 de febrer de 1785 - 29 d'abril de 1798 mort)
  - Sede vacante (1798-1802)
- Silvestre Santa Maria, O.F.M. † (24 de maig de 1802 - 22 de novembre de 1813 mort)
  - Sede vacante (1813-1820)
- Geronimo do Barco, O.F.M. † (21 de febrer de 1820 - 27 de desembre de 1831 renuncià)
  - Sede vacante (1831-1845)
- João Henriques Monis † (24 de novembre de 1845 - 1 de juliol de 1847 mort)
- Patrício Xavier de Moura † (11 de desembre de 1848 - 15 d'abril de 1859 nomenat bisbe de Funchal)
- João Crisóstomo de Amorim Pessoa, O.F.M. † (23 de març de 1860 - 22 de març de 1861 nomenat arquebisbe de Goa)
  - Sede vacante (1861-1865)
- José Luis Alves Feijo, O.SS.T. † (25 de setembre de 1865 - 5 de maig de 1871 nomenat bisbe de Bragança e Miranda)
- José Dias Correia de Carvalho † (26 de juny de 1871 - 9 d'agost de 1883 nomenat bisbe de Viseu)
- Joaquim Augusto de Barros † (27 de març de 1884 - 1 de març de 1904 mort)
- António Moutinho † (14 de novembre de 1904 - 4 de març de 1909 nomenat bisbe de Portalegre)
- José Alves Martins † (10 de març de 1910 - 15 de novembre de 1935 renuncià)
- Joaquim Rafael Maria d'Assunçâo Pitinho, O.F.M. † (15 de novembre de 1935 - 5 de maig de 1940 renuncià)
- Faustino Moreira dos Santos, C.S.Sp. † (28 de gener de 1941 - 27 de juliol de 1955 mort)
- José Filípe do Carmo Colaço † (28 de març de 1956 - 21 d'abril de 1975 renuncià)
- Paulino do Livramento Évora, C.S.Sp. (21 d'abril de 1975 - 22 de juliol de 2009 jubilat)
- Arlindo Gomes Furtado, des del 22 de juliol de 2009

## Estadístiques
A finals del 2014, l'arxidiòcesi tenia 389.000 batejats sobre una població de 408.000 persones, equivalent al 95,3% del total.
| any  | població | població | població | sacerdots | sacerdots       | sacerdots       | sacerdots             | diaques | religiosos | religiosos | parroquies |
| ---- | -------- | -------- | -------- | --------- | --------------- | --------------- | --------------------- | ------- | ---------- | ---------- | ---------- |
| any  | batejats | total    | %        | total     | clergat secular | clergat regular | batejats por sacerdot | diaques | homes      | dones      |            |
| 1950 | 168.109  | 176.687  | 95,1     | 25        | 7               | 18              | 6.724                 |         | 15         | 9          | 30         |
| 1970 | 250.961  | 256.969  | 97,7     | 46        | 12              | 34              | 5.455                 |         | 36         | 28         | 30         |
| 1980 | 294.360  | 300.550  | 97,9     | 42        | 12              | 30              | 7.008                 |         | 36         | 30         | 30         |
| 1990 | 344.921  | 355.898  | 96,9     | 47        | 12              | 35              | 7.338                 |         | 40         | 102        | 30         |
| 1999 | 432.424  | 451.909  | 95,7     | 49        | 14              | 35              | 8.824                 |         | 55         | 111        | 31         |
| 2000 | 443.325  | 475.850  | 93,2     | 48        | 13              | 35              | 9.235                 |         | 62         | 108        | 31         |
| 2001 | 408.813  | 434.263  | 94,1     | 47        | 12              | 35              | 8.698                 |         | 49         | 123        | 31         |
| 2002 | 452.320  | 487.575  | 92,8     | 48        | 13              | 35              | 9.423                 |         | 41         | 123        | 31         |
| 2003 | 410.079  | 443.625  | 92,4     | 50        | 13              | 37              | 8.201                 |         | 53         | 127        | 31         |
| 2004 | 292.488  | 318.317  | 91,9     | 32        | 12              | 20              | 9.140                 |         | 27         | 105        | 19         |
| 2007 | 299.655  | 317.970  | 94,2     | 32        | 9               | 23              | 9.364                 |         | 27         | 76         | 19         |
| 2010 | 311.922  | 365.000  | 85,5     | 34        | 12              | 22              | 9.174                 |         | 23         | 76         | 21         |
| 2014 | 389.000  | 408.000  | 95,3     | 40        | 19              | 21              | 9.725                 |         | 31         | 71         | 23         |